# 馬拉多特魯卡尼足球俱樂部
馬拉多特魯卡尼足球俱樂部（羅馬化：FK Mladost Lučani）是位於塞爾維亞的一家足球俱樂部，球隊現在參加塞爾維亞足球超級聯賽的賽事。

## 歷史
俱樂部成立於1952年。1989年，他們首次晉級到南斯拉夫足球乙級聯賽，但僅一個賽季后就以墊底成績降級。
南斯拉夫解體后，球隊參加南斯拉夫聯盟共和國足球乙級聯賽。1994–95賽季，球隊奪得冠軍，晉級到甲級聯賽。他們在甲級聯賽中停留了三個賽季，於1997–98賽季結束後降級。2000–01賽季，球隊再次奪得乙級聯賽（西部組）冠軍，晉級到甲級聯賽。但在次年球隊又以微弱劣勢再次降級，佐兰·杜拉斯科维奇以27個進球成爲本賽季聯賽最佳射手。
黑山獨立后，球隊參加塞爾維亞足球甲級聯賽。2006–07賽季，球隊奪得甲級聯賽冠軍，晉級塞爾維亞足球超級聯賽。2007–08賽季，球隊最終排名積分榜第7名，但卻因財務問題而降級。接下來的六個賽季，球隊繼續參加甲級聯賽。2013–14賽季，球隊再次甲級聯賽冠軍，重返超級聯賽。2014–15賽季，球隊再次奪得積分榜第7名，帕特里克·弗赖迪·埃兹以15個進球成爲本賽季聯賽最佳射手。
在主教練内纳德·米洛瓦诺维奇的帶領下，球隊在2016–17賽季取得了聯賽第4名，歷史性地首次獲得參與歐洲賽事的機會。然而他們在2017–18年歐霸盃外圍賽第一圈即以總比分0–5被阿塞拜疆球隊國際巴庫淘汰。但在這個賽季，球隊在國内舞臺上又取得了歷史性的成功，首次進入塞尔维亚杯決賽，最終以1–2負於柏迪遜。

## 榮譽
- 塞尔维亚杯
  - 亞軍 (1): 2017–18